# Robert Jefferson Bingham

Robert Jefferson Bingham, né en 1824 dans le comté du Leicestershire et mort le 23 février 1870 à Bruxelles, est un photographe anglais ayant travaillé en France.

## Biographie

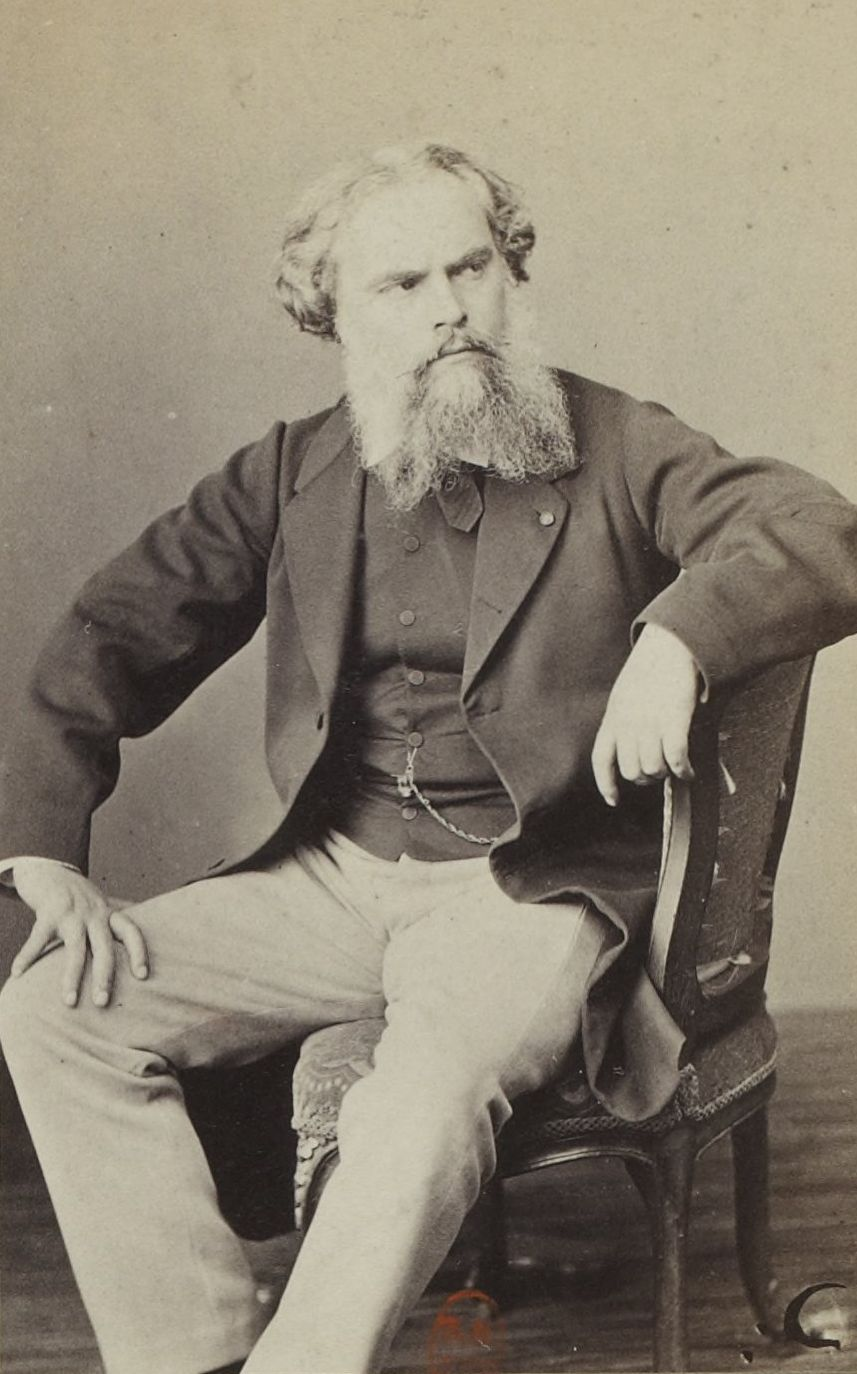
Alexandre Cabanel (vers 1860-1875), Paris, Bibliothèque nationale de France.

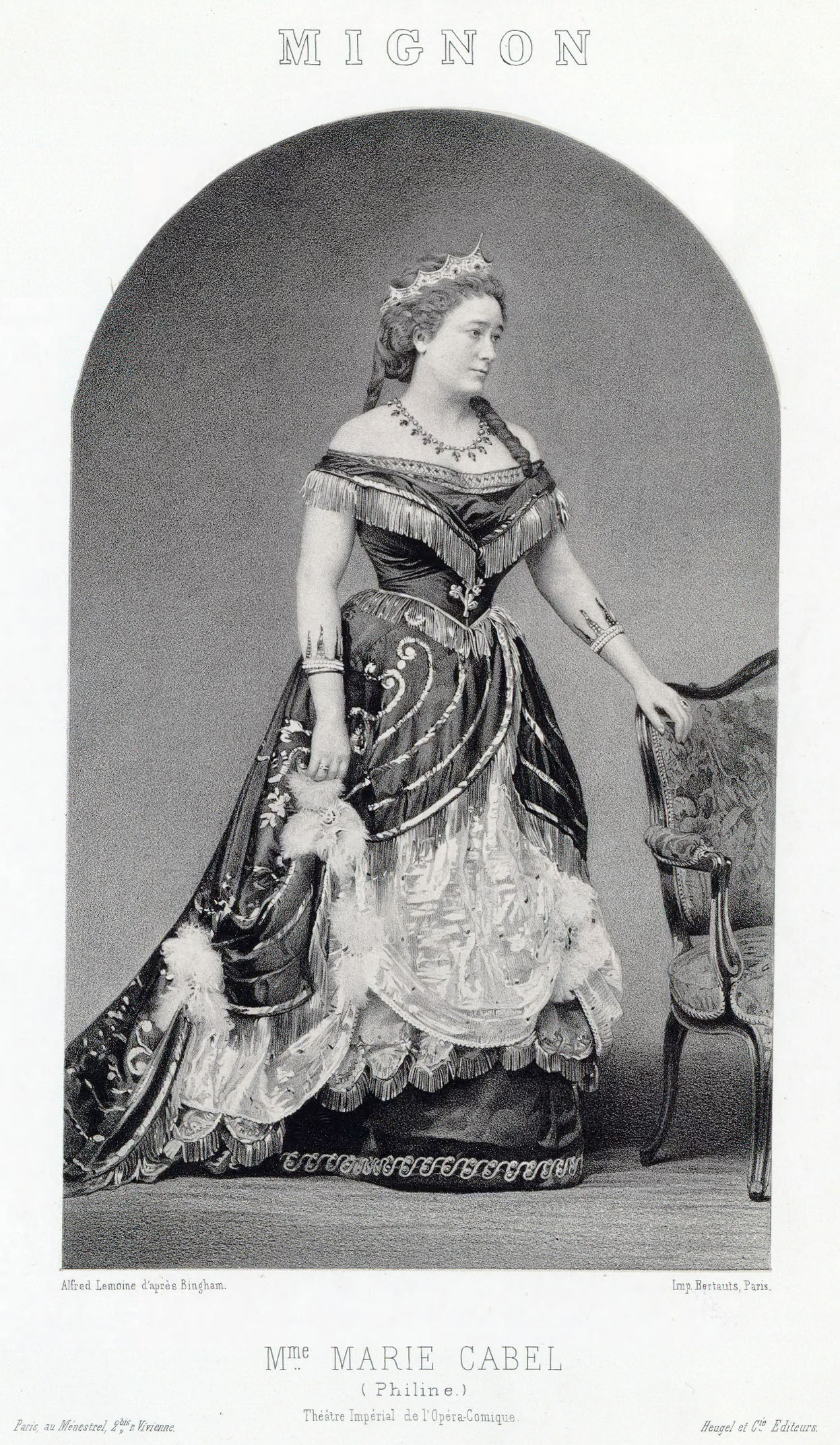
Marie Cabel dans le rôle de « Mignon », Paris, Bibliothèque nationale de France.

Fils de John et de Martha Cowaner Bingham, Robert Jefferson Bingham est né dans la paroisse de Billesdon, dans le Harborough, comté de Leicestershire. Il devient assistant en chimie au laboratoire de la London Institut. Il est parmi les premiers à expérimenter le procédé au collodion humide et se fait passer pour l'inventeur de ce procédé.
Il s'installe en France dans les années 1850 et ouvre son premier studio photographique à Paris au 58 rue de La Rochefoucauld. En 1851, il a un différend judiciaire à propos des droits d'une licence avec William Henry Fox Talbot pour exploiter les procédés brevetés de celui-ci. L'affaire a pour point de départ la publication des photographies prises lors de l'Exposition universelle de 1851. Il était missionné par Henry Cole pour photographier les œuvres primées.
Il épouse en 1853, à l'ambassade britannique de Paris, Emma Reeve, fille d'un chirurgien britannique ; elle meurt 15 ans plus tard en 1868 à leur domicile de la rue de La Rochefoucauld.
Il est de nouveau sollicité par Henri Cole pour photographier les œuvres primées à l'Exposition universelle de 1855, avec Charles Thuston Thompson (1816-1868), graveur qu'il forme à la photographie.
Robert Jefferson Bingham est passé maître dans la reproduction de tableaux produisant des documents d'une grande qualité, à des prix raisonnables. Il est sollicité par Adolphe Goupil pour illustrer des publications.
Il meurt le 23 février 1870 à 11 heures du soir au no 18 de la rue l'Ecuyer, à Bruxelles.

## Œuvres

### Photographie
- Jacques Halévy, compositeur de musique, 1857, papier albuminé sur carton, Paris, musée d'Orsay
- Les Vainqueurs de la Bastille devant l'Hôtel de Ville, d'après le tableau de Paul Delaroche, 1858, épreuve sur papier albuminé contrecollé sur carton, publié par Goupil et Cie. Paris, musée d'Orsay
- Ernest Meissonier, gravant dans son atelier, 1863, tirage albuminé, Paris, Bibliothèque nationale de France
- Portrait de Sir George Grove, 1863, albumine, carte de visite, Londres, National Portrait Gallery
- Portrait d'Adolphe Yvon, vers 1865, papier albuminé, Paris, musée d'Orsay
- Portrait d'Ernest Meissonier, vers 1867, albumine carte-de-visite, Londres, National Portrait Gallery

## Publications
- Recueil. Portraits d'Ernest Meissonier, de sa famille, de peintres et de personnalités diverses…, 1860-1875 : album comprenant 157 photos positives sur papier albuminé ou tirages au charbon, d'après des négatifs sur verre au collodion. Contient, en plus des familiers de Meissonier, des portraits d'Édouard Dubufe, Hippolyte Flandrin, Guillaume Dubufe, Auguste Gendron, Diogène Maillart, Théophile Poilpot, Michel Chevalier (Lire en ligne)
- (en) Photogenic Manipulation, ou The Production of Pictures through the Light, 1852, 150.p.

## Expositions
- Exposition universelle de 1851 : il présente 19 tirages, sujets inconnus
- Exposition universelle de 1855
- Exposition de la Société française de photographie de 1859, Paris, palais des Champs Élysées

## Élèves
- Charles Thuston Thompson